# 埃克兰维尔
埃克兰维尔（法語：Écrainville，法語發音：[ekʁɛ̃vil]）是法国滨海塞纳省的一个市镇，属于勒阿弗尔区。

## 地理
埃克兰维尔（49°39'6"N, 0°19'14"E）面积12.82 平方千米，位于法国诺曼底大区滨海塞纳省，该省份为法国北部沿海省份，其西部及北部濒大西洋英吉利海峡，东起顺时针与索姆省、瓦兹省、厄尔省和卡爾瓦多斯省接壤。
与埃克兰维尔接壤的市镇（或旧市镇、城区）包括：克里克托莱讷瓦勒、屈韦维尔、丰格斯马尔、戈代维尔、圣索沃尔-代马勒维尔、科地区索瑟兹马尔、韦尔热托。

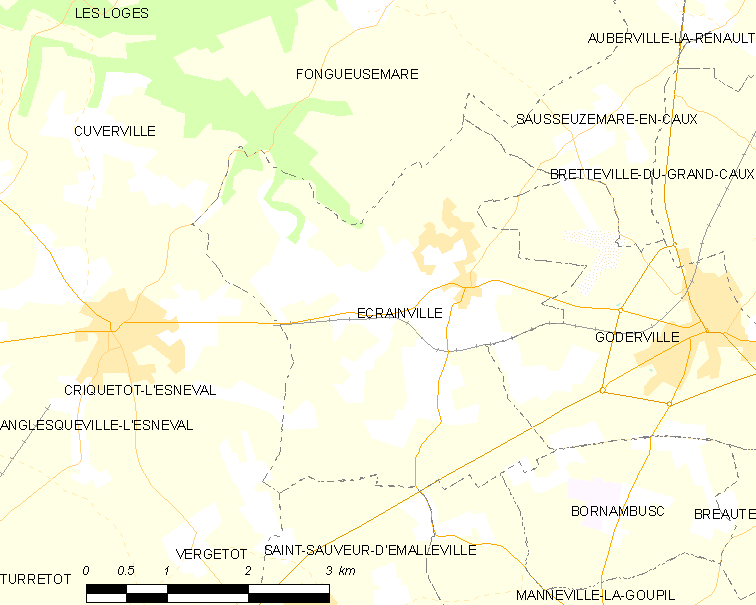
埃克兰维尔的OSM定位图

埃克兰维尔的时区为UTC+01:00、UTC+02:00（夏令时）。

## 行政
埃克兰维尔的邮政编码为76110，INSEE市镇编码为76224。

## 政治
埃克兰维尔所属的省级选区为圣罗曼-德科尔博斯克县。

## 人口

1962-2008年间埃克兰维尔人口变化图示

埃克兰维尔于2022年1月1日时的人口数量为985人。